# Cosmoscarta balteata
Cosmoscarta balteata is een halfvleugelig insect uit de familie van de schuimcicaden (Cercopidae). De wetenschappelijke naam van deze soort is voor het eerst geldig gepubliceerd in 1914 door William Lucas Distant.